# Ludger Lieb

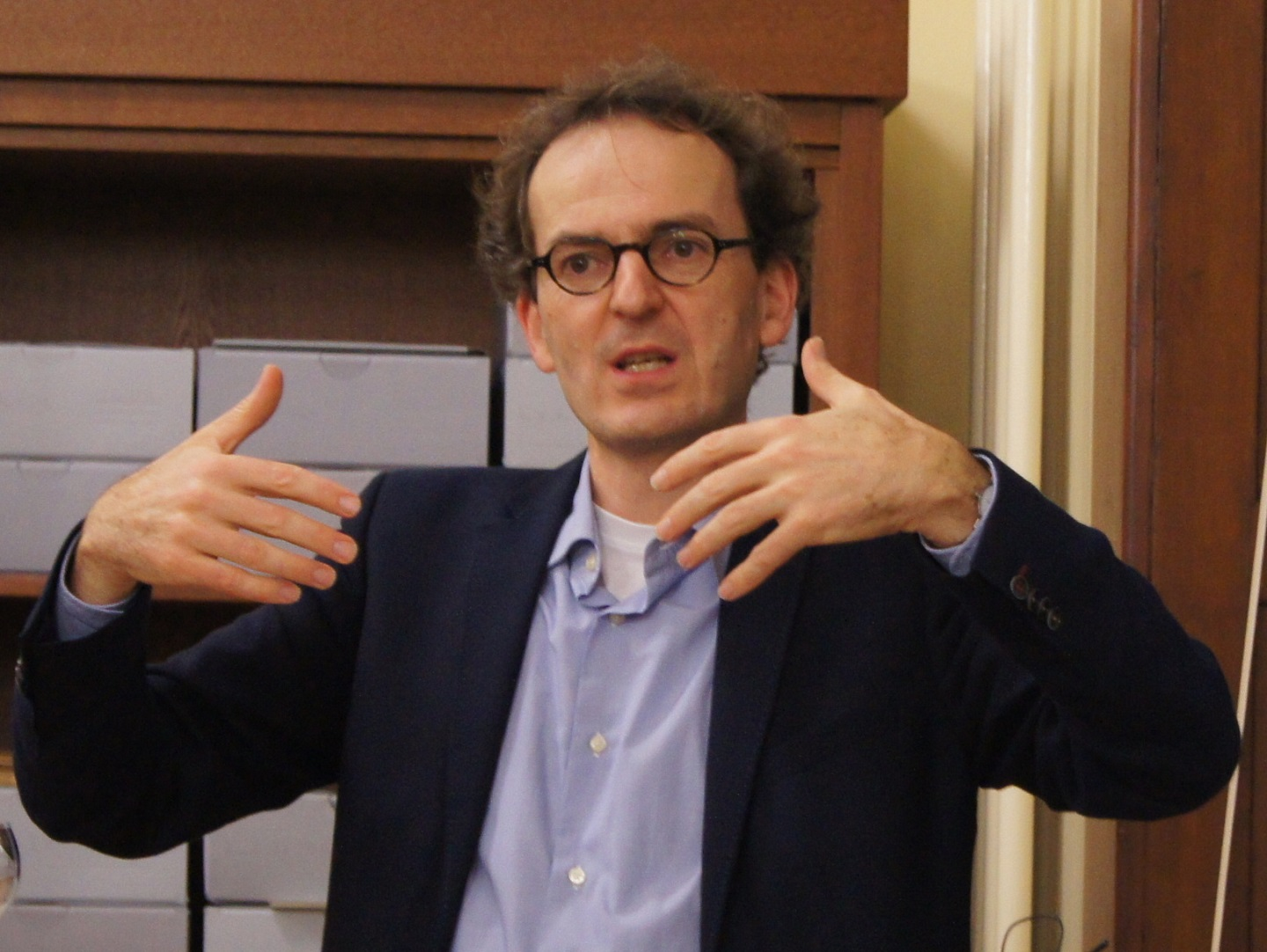
Ludger Lieb (2017)

Ludger Lieb (* 1967 in Ludwigsburg) ist ein deutscher germanistischer Mediävist. Er ist Professor für Ältere Deutsche Philologie an der Universität Heidelberg.

## Leben und Wirken
Lieb studierte zunächst von 1988 bis 1990 Philosophie an der Hochschule für Philosophie München und danach bis 1993 Deutsche Sprache und Literatur des Mittelalters, Neuere deutsche Literatur und Philosophie an der Universität München, an der er im Anschluss als wissenschaftlicher Mitarbeiter tätig war. 1995 wurde er dort unter Betreuung von Wolfgang Harms zum Dr. phil. promoviert. Danach arbeitete er als wissenschaftlicher Assistent an der Technischen Universität Dresden, wo er 2003 mit einer Arbeit über Wiederholungshandlungen und Erzählstrukturen im Erec Hartmanns von Aue habilitiert wurde. 2003 bis 2008 war er als Oberassistent an der TU Dresden angestellt. Er vertrat Lehrstühle in Paderborn (2004/05), Dresden (2006/07) und München (2007/08) und war von 2008 bis 2010 Professor für Ältere Deutsche Literatur an der Universität Kiel. Seit 2010 ist Lieb Professor (W 3) für Ältere Deutsche Philologie an der Universität Heidelberg. Seit Oktober 2013 ist er Sprecher des Sonderforschungsbereichs 933 „Materiale Textkulturen“.
Einer seiner Forschungsschwerpunkte ist die Höfische Epik des Hohen Mittelalters unter besonderer Berücksichtigung von Hartmann von Aue und Gottfried von Straßburg. In verschiedenen Publikationen beschäftigt er sich mit der Tierepik der frühen Neuzeit, etwa den Fabeln des Burkard Waldis. Daneben befasst er sich eingehend mit vergleichender Erzähl- und Toposforschung und den verschiedenen Formen der Liebesdichtung, wozu Minnesang und Liebeslied zählen, aber auch die sonst in Forschung und Öffentlichkeit wenig beachteten Minnereden des Spätmittelalters.

## Schriften (Auswahl)
- Erzählen an den Grenzen der Fabel. Studien zum Esopus des Burkard Waldis (= Mikrokosmos 47). Lang, Frankfurt/M. u. a. 1996.
- Erasmus Alberus, Die Fabeln. Die erweiterte Ausgabe von 1550 mit Kommentar sowie die Erstfassung von 1534. Hrsg. von Wolfgang Harms und Herfried Vögel in Verbindung mit Ludger Lieb. (Frühe Neuzeit 33) Tübingen: Niemeyer 1997.
- Literarische Kommunikation und soziale Interaktion. Studien zur Institutionalität mittelalterlicher Literatur. Hrsg. von Beate Kellner, Ludger Lieb und Peter Strohschneider. (Mikrokosmos 64) Lang, Frankfurt/M. u. a. 2001.
- Situationen des Erzählens. Aspekte narrativer Praxis im Mittelalter. Hrsg. von Ludger Lieb und Stephan Müller. (Quellen und Forschungen zur Literatur- und Kulturgeschichte 20). De Gruyter, Berlin u. a. 2002.
- Wiederholung und Einmaligkeit. Eine Studie zu Wiederholungshandlungen und Erzählstrukturen in Hartmanns ‚Erec‘. Habilitationsschrift masch. Dresden 2002.
- Triviale Minne? Konventionalität und Trivialisierung in spätmittelalterlichen Minnereden. Hrsg. von Ludger Lieb und Otto Neudeck. (Quellen und Forschungen zur Literatur- und Kulturgeschichte 40) Berlin – New York: de Gruyter 2006.
- ZugBildung. Ein Reiseführer zum Lesen, Schauen, Hören. Bahnstrecke 1 - Eisenach < > Dresden. Teil 1: ZugBildungsPlan von Ludger Lieb [36 Seiten]. Teil 2: Hörprogramm von Roland Biewald u. a. [zwei CDs, Lauflänge: 2:34 h]. Dresden: TU Dresden 2007.
- Genesis - Poiesis. Der biblische Schöpfungsbericht in Literatur und Kunst. Hrsg. von Manfred Kern und Ludger Lieb. Heidelberg: Winter 2009 (Kunst und Wissenschaft 12).
- Burkard Waldis, Esopus. 400 Fabeln und Erzählungen nach der Erstausgabe von 1548. Teil 1: Text, Teil 2: Kommentar. Hrsg. von Ludger Lieb, Jan Mohr und Herfried Vögel. (Frühe Neuzeit 154) Berlin – New York: de Gruyter 2011.
- Liebesgaben. Kommunikative, performative und poetologische Dimensionen in der Literatur des Mittelalters und der Frühen Neuzeit. Hrsg. von Margreth Egidi, Ludger Lieb, Mireille Schnyder und Moritz Wedell. Berlin: Erich Schmidt 2012 (Philologische Studien und Quellen 240.)
- mit Jacob Klingner: Handbuch Minnereden. Mit Beiträgen von Iulia-Emilia Dorobanţu, Stefan Matter, Martin Muschick, Melitta Rheinheimer und Clara Strijbosch. 2 Bände. De Gruyter, Berlin 2013.